# Scottish Premier Division 1993-1994
La Scottish Premier Division 1993-1994 è stata la 97ª edizione della massima serie del campionato scozzese di calcio, disputato tra il 7 agosto 1993 e il 14 maggio 1994 e concluso con la vittoria dei Rangers, al loro quarantaquattresimo titolo, il sesto consecutivo.
Capocannoniere del torneo è stato Mark Hateley (Rangers) con 22 reti.

## Stagione

### Novità
In vista della riduzione delle squadre partecipanti a 10 dalla stagione successiva aumentarono a tre le retrocessioni, mentre dalla Scottish First Division sarà promossa una sola squadra.
Sulla base del ranking UEFA 1993, la Scozia vide ridursi a due i posti disponibili per l'accesso in Coppa UEFA.

### Formula
Le 12 squadre si affrontarono in match di andata-ritorno-andata-ritorno, per un totale di 44 giornate.

## Squadre partecipanti
| Club            | Stagione | Città      | Stadio            | Stagione precedente                           |
| --------------- | -------- | ---------- | ----------------- | --------------------------------------------- |
| Aberdeen        | dettagli | Aberdeen   | Pittodrie Stadium | 2º posto in Scottish Premier Division         |
| Celtic          | dettagli | Glasgow    | Celtic Park       | 3º posto in Scottish Premier Division         |
| Dundee          | dettagli | Dundee     | Dens Park         | 10º posto in Scottish Premier Division        |
| Dundee Utd      | dettagli | Dundee     | Tannadice Park    | 4º posto in Scottish Premier Division         |
| Hearts          | dettagli | Edimburgo  | Tynecastle Park   | 5º posto in Scottish Premier Division         |
| Hibernian       | dettagli | Edimburgo  | Easter Road       | 7º posto in Scottish Premier Division         |
| Kilmarnock      | dettagli | Kilmarnock | Rugby Park        | 2º posto in Scottish First Division, promosso |
| Motherwell      | dettagli | Motherwell | Fir Park          | 9º posto in Scottish Premier Division         |
| Partick Thistle | dettagli | Glasgow    | Firhill Stadium   | 8º posto in Scottish Premier Division         |
| Raith Rovers    | dettagli | Kirkcaldy  | Stark's Park      | 1º posto in Scottish First Division, promosso |
| Rangers         | dettagli | Glasgow    | Ibrox Park        | 1º posto in Scottish Premier Division         |
| St. Johnstone   | dettagli | Perth      | McDiarmid Park    | 6º posto in Scottish Premier Division         |

## Classifica finale
Fonte:
|       | Pos. | Squadra         | Pt | G  | V  | N  | P  | GF | GS | DR  |
| ----- | ---- | --------------- | -- | -- | -- | -- | -- | -- | -- | --- |
|       | 1.   | Rangers         | 58 | 44 | 22 | 14 | 8  | 74 | 41 | +33 |
|       | 2.   | Aberdeen        | 55 | 44 | 17 | 21 | 6  | 58 | 36 | +22 |
|       | 3.   | Motherwell      | 54 | 44 | 20 | 14 | 10 | 58 | 43 | +15 |
|       | 4.   | Celtic          | 50 | 44 | 15 | 20 | 9  | 51 | 38 | +13 |
|       | 5.   | Hibernian       | 47 | 44 | 16 | 15 | 13 | 53 | 48 | +5  |
| [ 3 ] | 6.   | Dundee Utd      | 42 | 44 | 11 | 20 | 13 | 47 | 48 | -1  |
|       | 7.   | Hearts          | 42 | 44 | 11 | 20 | 13 | 37 | 43 | -6  |
|       | 8.   | Kilmarnock      | 40 | 44 | 12 | 16 | 16 | 36 | 45 | -9  |
|       | 9.   | Partick Thistle | 40 | 44 | 12 | 16 | 16 | 46 | 57 | -11 |
|       | 10.  | St. Johnstone   | 40 | 44 | 10 | 20 | 14 | 35 | 47 | -12 |
|       | 11.  | Raith Rovers    | 31 | 44 | 6  | 19 | 19 | 46 | 80 | -34 |
|       | 12.  | Dundee          | 29 | 44 | 8  | 13 | 23 | 42 | 57 | -15 |

Legenda:
      Campione di Scozia e qualificata in UEFA Champions League 1994-1995.
      Qualificata alla Coppa delle Coppe 1994-1995.
      Qualificata alla Coppa UEFA 1994-1995.
      Retrocesso in Scottish First Division 1994-1995.
Regolamento:
Due punti a vittoria, uno a pareggio, zero a sconfitta.
A parità di punti, le posizioni in classifica venivano determinate sulla base della differenza reti.

## Statistiche

### Squadre

#### Capoliste solitarie
|    | ——  | —— | ——  | —— | ——  | —— | ——       | ——       | ——  | ——        | ——        | ——        | ——       | ——       | ——  | ——  | ——         | ——         | ——         | ——  | ——  | ——  | ——  | ——  | ——  | ——  | ——      | ——      | ——      | ——      | ——      | ——      | ——      | ——      | ——      | ——      | ——      | ——      | ——      | ——      | ——      | ——      | ——      | —— |  |
|    | Ran |    | Mot |    | Mot |    | Aberdeen | Aberdeen |     | Hibernian | Hibernian | Hibernian | Aberdeen | Aberdeen |     |     | Motherwell | Motherwell | Motherwell |     |     |     |     | Mot |     |     | Rangers | Rangers | Rangers | Rangers | Rangers | Rangers | Rangers | Rangers | Rangers | Rangers | Rangers | Rangers | Rangers | Rangers | Rangers | Rangers | Rangers |    |  |
|    |     |    |     |    |     |    |          |          |     |           |           |           |          |          |     |     |            |            |            |     |     |     |     |     |     |     |         |         |         |         |         |         |         |         |         |         |         |         |         |         |         |         |         |    |  |
|    |     |    |     |    |     |    |          |          |     |           |           |           |          |          |     |     |            |            |            |     |     |     |     |     |     |     |         |         |         |         |         |         |         |         |         |         |         |         |         |         |         |         |         |    |  |
| 1ª | 2ª  | 3ª | 4ª  | 5ª | 6ª  | 7ª | 8ª       | 9ª       | 10ª | 11ª       | 12ª       | 13ª       | 14ª      | 15ª      | 16ª | 17ª | 18ª        | 19ª        | 20ª        | 21ª | 22ª | 23ª | 24ª | 25ª | 26ª | 27ª | 28ª     | 29ª     | 30ª     | 31ª     | 32ª     | 33ª     | 34ª     | 35ª     | 36ª     | 37ª     | 38ª     | 39ª     | 40ª     | 41ª     | 42ª     | 43ª     | 44ª     |    |  |